# Klara Guseva
Klara Guseva (n. 8 martie 1937, Picher⁠(d), RSFS Rusă, URSS – d. 12 mai 2019, Moscova, Rusia) a fost o sportivă sovietică, medaliată olimpică. A participat la 2 ediții ale Jocurilor Olimpice (1960, 1964) în care a câștigat o medalie de aur.